# برگهولتس
برگهولتس (به آلمانی: Bergholz) یک شهر در آلمان است که در فرپومرن-گرایفسوالد واقع شده‌است. برگهولتس ۳۴۲ نفر جمعیت دارد.